# Horní Kněžeklady
Horní Kněžeklady település Csehországban, a České Budějovice-i járásban. Horní Kněžeklady Žimutice, Modrá Hůrka és Dobšice településekkel határos. Lakosainak száma 111 fő (2024. január 1.).

## Népesség
A település lakosságának változását az alábbi diagram mutatja:
| Lakosok száma | 344  | 383  | 385  | 272  | 192  | 112  | 107  | 109  | 108  | 111  |
|               | 1869 | 1890 | 1921 | 1950 | 1980 | 2001 | 2017 | 2019 | 2022 | 2024 |